# Вільфрід Гартунґ
Вільфрід Гартунґ (нім. Wilfried Hartung, 16 серпня 1953) — німецький плавець.
Бронзовий медаліст Олімпійських Ігор 1972 року, учасник 1976 року.
Призер Чемпіонату Європи з водних видів спорту 1970, 1974 років.